# Cose fragili
Cose fragili (Fragile Things) è un'antologia di racconti e poesie dello scrittore britannico Neil Gaiman pubblicata nel 2006.
Quasi tutte le opere contenute nella raccolta sono ristampe, già edite in altre pubblicazioni o siti internet.

## Contenuti dell'antologia
L'antologia si compone delle seguenti opere:
- Il fabbricante di mappe, contenuto nell'introduzione
- Uno studio in smeraldo
- La danza delle fate
- Presiede Ottobre
- La camera nascosta
- Spose proibite degli schiavi senza volto nella casa segreta la notte del desiderio e del terrore
- Il sentiero dei ricordi
- Orario di chiusura
- Vita da wodwo
- Caffè amaro
- Gli altri
- Tesori e souvenir
- Soli si resta facendo i lazzaroni
- I fatti relativi alla scomparsa di Miss Finch
- Strange little girls
- Arlecchino a San Valentino
- Riccioli
- Il problema di Susan
- Istruzioni
- Come credi che mi senta?
- La mia vita
- Quindici arcani dei tarocchi vampiri
- Chi nutre e chi mangia
- Il morbo del malatista
- Alla fine
- Golia
- Pagine di un diario trovato in una scatola da scarpe lasciata in un autobus Greyhound in un punto qualsiasi tra Tulsa, Oklahoma, e Louisville, Kentucky
- Come parlare con le ragazze alle feste
- Il giorno dei dischi volanti
- L'uccello del sole
- L'invenzione di Aladino
- Il sovrano di Glen

## Introduzione
(Neil Gaiman, Cose fragili)

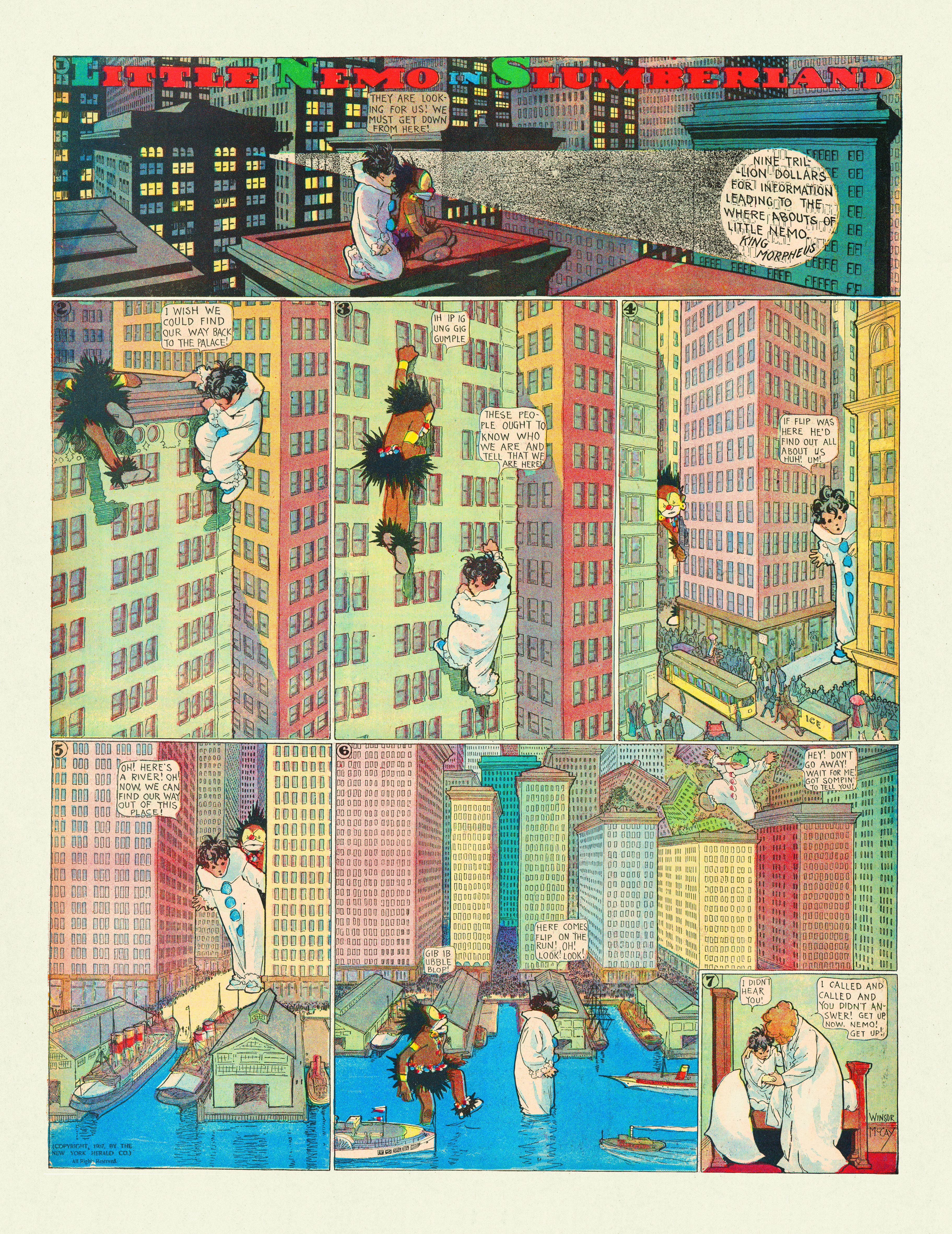
La vignetta centrale della tavola di Little Nemo ha ispirato il titolo provvisorio della raccolta.

Il titolo originariamente pensato per la raccolta avrebbe dovuto essere These People Ought Know Who We Are and Tell That We Are Here, da una battuta pronunciata dal personaggio dei fumetti Little Nemo in una tavola del 1907. Tuttavia il progetto dell'antologia si protrasse a lungo e, quando Gaiman si rese conto che il titolo scelto non era più adatto al materiale raccolto nel frattempo, decise di cambiarlo. L'idea per Fragile Things venne all'autore ascoltando un brano dell'album As Smart as We Are del gruppo musicale degli One Ring Zero che gli richiamò alla mente un sogno che aveva avuto tempo prima.
Nell'introduzione l'autore racconta la genesi delle opere contenute nell'antologia e comprende anche il brevissimo racconto Il fabbricante di mappe (The Mapmaker), in cui si narra la storia di un imperatore della Cina che voleva riprodurre in scala 1:1 tutto il suo Impero, rappresentandolo nei più minuti particolari in un'immensa mappa.

## Uno studio in smeraldo
Titolo originale A Study in Emerald, scritto appositamente per l'antologia curata da Michael Reaves e John Pelan dal titolo Shadows over Baker Street e pubblicata nel 2003. Nel racconto si intrecciano i due mondi creati da H. P. Lovecraft e da Conan Doyle; sulla Terra la razza dominante è costituita da mostri che hanno preso il potere ai vertici dei vari Regni e Imperi. Sherlock Holmes indaga sull'omicidio di uno di essi. L'opera ha vinto il premio Hugo per il miglior racconto breve e il Premio Locus per il miglior racconto lungo nel 2004.

## La danza delle fate
La poesia è stata pubblicata la prima volta nel 2004 nell'antologia The Faery Reel: Tales from the Twilight Realm con il titolo originale The Fairy Reel.

## Presiede Ottobre
Il racconto, dal titolo originale October in the Chair, è stato pubblicato per la prima volta nel numero speciale della rivista Conjunctions del 2002 su specifica richiesta del suo curatore, Peter Straub. L'opera, dedicata a Ray Bradbury, ha vinto il Premio Locus nel 2003 come migliore storia breve. È considerata dal suo autore una specie di prova generale per il successivo romanzo Il figlio del cimitero (The Graveyard Book 2008), trattando temi analoghi.

## La camera nascosta
La poesia, dal titolo originale The Hidden Chamber, è stata pubblicata per la prima volta nell'antologia Outsiders del 2005; l'opera richiama la leggendaria favola di Barbablù.

## Spose proibite degli schiavi senza volto nella casa segreta la notte del desiderio e del terrore
Il racconto, dal titolo originale Forbidden Brides of the Faceless Slaves in the Secrets House of the Nights of Dread Desire, è stato pubblicato nel 2004 ma la sua prima stesura risale agli anni 1980. Gaiman abbandonò il proposito di pubblicare la storia per molti anni, dopo che alcuni editor l'avevano giudicata negativamente. Nel 2004, però, dovendo consegnare un racconto per la raccolta Gothic!, decise di recuperare il racconto sottoponendolo a revisione. L'opera fu pubblicata nello stesso anno e nell'anno successivo fu insignita del premio Locus come migliore storia breve.
Il protagonista è uno scrittore di racconti che vive in un mondo dove l'irreale e il prodigio è la normalità e dove le sue storie che narrano la nostra quotidianità sono considerate opere fantastiche.

## Il sentiero dei ricordi
Il racconto è stato pubblicato la prima volta nel 1997 con il titolo The Flints of Memory Lane nell'antologia Dancin with the Dark e narra l'incontro dell'autore adolescente con il fantasma di una donna; a dire dello stesso Gaiman, la storia è vera.

## Orario di chiusura
Il titolo originale di questo racconto è Closing Time ed è stato pubblicato per la prima volta nel 2002 nella raccolta McSweeney's Mammoth Treasury of Thrilling Tales. È una storia di fantasmi raccontata da un gruppo di avventori in un pub inglese. L'opera ha vinto il Premio Locus nel 2004 come migliore storia breve.

## Vita da wodwo
La poesia, dal titolo originale Going Wodwo, è stata pubblicata per la prima volta nel 2002 nell'antologia The Green Man: Tales from the Mythic Forest. Narra del mitico uomo dei boschi del folklore europeo, il "wodwo" anche conosciuto come "wodwose".

## Caffè amaro
Titolo originale Bitter Grounds, pubblicato per la prima volta nell'antologia Mojo: Conjure Stories nel 2003, ma scritto l'anno precedente. Secondo l'autore è il migliore dei racconti da lui scritti nel 2002; è ambientato a New Orleans ed è incentrato sulla leggenda delle ragazze del caffè di Haiti, una specie di zombie, con citazioni agli studi dell'antropologa e scrittrice Zora Neale Hurston.

## Gli altri
Inizialmente intitolato Afterlife, successivamente pubblicato nel 2001 con il titolo Other People sulla rivista Magazine of Fantasy and Science Fiction. Il racconto narra la storia di un demone che sottopone a supplizio un dannato che diventerà anche lui un diavolo per tormentare a sua volta i peccatori.

## Tesori e souvenir
La storia, inizialmente scritta come sceneggiatura per un fumetto noir del 1996, è stata successivamente rielaborata da Gaiman e pubblicata con il titolo originale Keepsakes and Trasures nel 1999 nella raccolta 999. La storia narra del rapporto tra il disturbato Mr Smith e il ricchissimo amorale Mr Alice e della passione di quest'ultimo per i ragazzi che lo spinge sulle tracce dei bellissimi uomini della leggendaria popolazione degli "Shahinai".
Mr Smith e Mr Alice riappariranno come comprimari di un altro racconto della stessa raccolta, Il sovrano di Glen.

## Soli si resta facendo i lazzaroni
Titolo originale Good Boys Deserve Favours è stato pubblicato per la prima volta nel 2002 nell'antologia Adventure in the Dream Trade. Il racconto narra la storia di un bambino che, imparando a suonare il contrabbasso, si accorge che le attenzioni e le cure rivolte allo strumento vengono da quest'ultimo contraccambiate aiutandolo durante un'importante esibizione musicale. Il titolo originale inglese è una parte di un acrostico usato come artificio mnemonico per ricordare la scala musicale Mi Sol Si Re Fa, in inglese EGBDF.

## I fatti relativi alla scomparsa di Miss Finch
Nel racconto, dal titolo originale The Fact in the Case of the Departure of Miss Finch, pubblicato per la prima volta sulla rivista illustrata Frank Franzetta Fantasy Illustrated del settembre 1998, si narra la misteriosa scomparsa di una biogeologa durante uno spettacolo di magia.

## Strange little girls
L'opera, dal titolo originale Strange Little Girls, è una serie di dodici descrizioni di donne, di cui alcuni estratti sono stati pubblicati per la prima volta nel 2001 sul libretto dell'omonimo concept album dell'artista Tori Amos e in forma completa sul libro di presentazione del tour della cantante tenutosi dal giugno al dicembre del 2001.

## Arlecchino a San Valentino
Il racconto, dal titolo originale Harlequin Valentine è stato pubblicato inizialmente nel programma del convegno World Horror Convention tenutosi nel 1999. La storia narra di Arlecchino che, innamoratosi di una ragazza le fa letteralmente dono del proprio cuore. La giovane donna si nutre dell'organo dell'innamorato privandolo dei poteri e tramutandosi a propria volta in un arlecchino, burlone, invisibile e capace di mutare aspetto a piacimento.
Il racconto è stato trasposto nel 2001 in una graphic novel sceneggiata dallo stesso Gaiman e illustrata dal disegnatore John Bolton.

## Riccioli
Una poesia dedicata al piacere del racconto e in particolare alla fiaba Riccioli d'oro e i tre orsi. Il titolo originale dell'opera è Locks ed è stata pubblicata per la prima volta nella raccolta Silver Birch, Blood Moon del 1999.

## Il problema di Susan
Il racconto, dal titolo originale The Problem of Susan, vede come protagonista un'anziana filologa la cui infanzia è stata molto simile a quella di Susan, la protagonista del romanzo Le cronache di Narnia dello scrittore C. S. Lewis. È stata la prima opera scritta da Gaiman dopo una seria malattia che lo ha lasciato a lungo debilitato ed è stata inizialmente pubblicata nell'antologia fantasy Flight: Extreme Visions of Fantasy del 2004.

## Istruzioni
Questa poesia fornisce al lettore dettagliate istruzioni nel caso si trovi a vivere un'avventura in una favola. L'opera è stata pubblicata per la prima volta nel 2000 con il titolo Instructions, nella raccolta A Wolf at the Door.

## Come credi che mi senta?
Racconto pubblicato per la prima volta nella raccolta In the Shadow of the Gargoyle nel 1998 con il titolo originale How Do You Think It Feels? Un uomo lasciato dall'amante crea inconsapevolmente un Gargoyle che si insedierà nel suo cuore per proteggerlo dal dolore dell'abbandono ma anche dall'amore.

## La mia vita
Il racconto il cui titolo originale è My Life, narra in forma di monologo la storia di un uomo cui sono capitati eventi straordinari ispirati alle storie irreali pubblicate nella rivista popolare e dal taglio sensazionalistico Weekly World News. L'opera è stata scritta appositamente da Gaiman nel 2002 come commento a una foto del libro illustrato Sock Monkeys: 200 out of 1,863 che rappresentava una scimmietta realizzata con un calzino. La versione originale era stata pubblicata in prosa mentre nell'antologa Fragile Things, su decisione dello stesso Gaiman, viene stampata divisa in strofe, come se fosse una poesia.

## Quindici arcani dei tarocchi vampiri
Titolo originale Fifteen Painted Cards from a Vampire Tarots pubblicato per la prima volta nel 1998 nel libro illustrato The Art of the Vampire. Il racconto è una serie di quindici scritti ciascuno dei quali trae spunto da una carta degli arcani maggiori dei tarocchi.

## Chi nutre e chi mangia
Il racconto è una trasposizione del fumetto pubblicato nel 1990 nella collana Revolver Horror Special, successivamente rielaborato in forma di racconto e pubblicato nel 2002 con il titolo originale Feeders and Eaters nell'antologia Keep Out the Night. È la storia di un uomo che mantiene in vita una misteriosa donna nutrendola con il proprio corpo.

## Il morbo del malatista
L'opera, dal titolo originale di Diseasermaker's Croup, è stato pubblicato per la prima volta nell'edizione del 2002 dell'antologia The Thackery T. Lambshead Pocket Guide to Eccentric & Discredited Diseases ed è una scherzosa e volutamente confusa descrizione dei sintomi e relativa cura di un'immaginaria malattia. L'opera è stata scritta da Gaiman usando anche un programma di composizione casuale e brani tratti da un'enciclopedia medica.

## Alla fine
Il breve racconto è stato pubblicato per la prima volta con il titolo originale In the End nel 1996 nell'antologia Strange Kaddish. Nell'opera l'autore immagina il capitolo finale della Bibbia in cui Adamo ed Eva tornano nel paradiso terrestre per rimettere a posto la mela della discordia sull'albero.

## Golia
Titolo originale Goliath, edito per la prima volta sul sito promozionale del film Matrix, in occasione del lancio dell'opera cinematografica nel 1999 e ripubblicato nel 2003 nel primo albo della serie The Matrix Comics, con illustrazioni di Bill Sienkiewicz e Gregory Ruth. Il racconto, ambientato nello stesso mondo virtuale del film, narra l'attacco alla Terra da parte di alieni e della controffensiva terrestre da parte delle Macchine, che scelgono un ex schiavo umano della matrice per distruggere il nemico spaziale.

## Pagine di un diario trovato in una scatola da scarpe lasciata in un autobus Greyhound in un punto qualsiasi tra Tulsa, Oklahoma, e Louisville, Kentucky
Il racconto in forma di diario, dal titolo originale Pages of a Journal Found in a Shoebox Left in a Greyhound Bus Somewhere Between Tulsa, Oklahoma, and Louisville, Kentucky, è stato pubblicato per la prima volta nel 2002 sul libro stampato in occasione del tour On Scarlet's Walk di Tori Amos tenutosi dal novembre del 2002 all'aprile del 2003. Il racconto è la cronaca giornaliera di un uomo sulle tracce di una donna di nome Scarlet.

## Come parlare con le ragazze alle feste
Titolo originale How to Talk to Girls at Parties, pubblicato per la prima volta nel 2006 in questa raccolta (Fragile Things), narra l'avventura di due adolescenti londinesi capitati per sbaglio ad una strana festa dove incontrano bellissime ragazze, che si riveleranno però essere creature extraterrestri.

### Altri media
- Lo scrittore nel 2016 ha adattato il racconto in un fumetto dallo stesso titolo, con i disegni di Fábio Moon e Gabriel Bá.[32]
- Dal racconto nel 2017 è stato tratto il film La ragazza del punk innamorato (How to Talk to Girls at Parties) per la regia di John Cameron Mitchell.[33]

## Il giorno dei dischi volanti
La poesia dal titolo originale The Day the Saucers Came è stata pubblicata per la prima volta sulla webzine dell'editore e poeta Rain Graves. L'opera parla di una donna che non si cura delle calamità che si stanno abbattendo sulla Terra preoccupandosi, piuttosto, del fatto che il suo innamorato la trascuri.

## L'uccello del sole
Il racconto, dal titolo originale Sunbird, è stato pubblicato per la prima volta nel 2005 nella raccolta Noisy Outlaws, Unfriendly Blobs, and Some Other Things That Aren't As Scary, Maybe, Depending on How You Feel About Lost Lands, Stray Cellphones, Creature from the Sky, Parents Who Disappear in Peru, a Man Named Lars Farf, and One Other Story We Couldn't Quite Finish, So Maybe You Could Help Us Out. È una storia ispirata allo stile di R. A. Lafferty che Gaiman considera «il più bravo scrittore di racconti del mondo»; narra le avventure di un antico club di epicurei i cui membri si prefiggono l'obiettivo di cucinare e assaggiare ogni specie animale esistente. Dopo aver cucinato mammut, panda, unicorni, ogni tipo di animale anche in via di estinzione, si spingono in Egitto alla ricerca della mitica fenice che riescono catturare e a mangiare, con esiti disastrosi.

## L'invenzione di Aladino
La poesia, dal titolo originale Inventing Aladdin, è stata pubblicata per la prima volta nella raccolta Swan Sisters nel 2003 ed è incentrata sulla storia di Sherazade.

## Il sovrano di Glen
Il racconto è stato scritto appositamente su richiesta di Robert Silverberg per essere pubblicato nell'antologia del 2003 da questi curata Legends II. L'opera, dal titolo originale The Monarch of the Glen, è il seguito del precedente romanzo American Gods e in particolare prosegue la narrazione delle avventure di Shadow in Scozia. L'uomo si trova a dover combattere, nei panni di un novello Beowulf, contro forze oscure evocate da una congregazione formata da membri di potenti e antiche famiglie. Shadow riesce a sconfiggere il mitico mostro Grendel durante un combattimento rituale ripetuto ogni anno da tempo immemorabile e, aiutato da una bella ma tristemente sola huldra, riesce a liberare da una sorta di limbo, entità sovrannaturali prigioniere. Nella storia figurano come comprimari anche Mr Smith e Mr Alice, già protagonisti del precedente racconto Tesori e souvenir.

## Edizioni
- (EN) Neil Gaiman, Fragile Things, 1ª ed., New York, HarperCollins, 2006, ISBN 978-0-06-051522-5.
- Neil Gaiman, Cose fragili, traduzione di Stefania Bertola, Strade Blu, Milano, Mondadori, 2014, ISBN 978-88-520-5445-7, SBN RMS2655832.